# Tank and the Bangas
Tank and the Bangas é um grupo musical norte-americano. Em 2020, foi indicados ao Grammy Awards de 2020 na categoria de Artista Revelação, sendo a primeira nomeação do grupo.